# Légende : La Guerre des dragons
 (avril 2011).
Si vous disposez d'ouvrages ou d'articles de référence ou si vous connaissez des sites web de qualité traitant du thème abordé ici, merci de compléter l'article en donnant les références utiles à sa vérifiabilité et en les liant à la section « Notes et références ».
Légende : La Guerre des dragons  (Легенда: Наследие Драконов, Legenda: Nasledie Drakonov) est un jeu de rôle en ligne massivement multi-joueurs (MMORPG). Développé par l'entreprise russe IT Territory, il a été lancé en 2006 en Russie. En 2008, le jeu a été repris par la société Mail.ru Games GmbH (dénommée alors Astrum Online Entertainment) afin d'être traduit puis commercialisé sur le marché européen. En 2014, le jeu a  été racheté par la société My.com. La version française sortie en décembre 2009 sous le nom « Légende : la Guerre des Dragons » fut, à l'instar des versions Italiennes, Espagnoles et Turques, abandonnée.
Aujourd'hui[Quand ?], le jeu Légende : La Guerre des Dragons compte huit millions de joueurs dans le monde entier. En Russie, le jeu a gagné à plusieurs reprises le prix de la meilleure présence internet et jouit désormais d'une grande popularité.
La particularité de « Légende : la Guerre des Dragons » est son système de combat qui, contrairement à la plupart des autres jeux par navigateur, est entièrement animé.

## Le modèle économique
Le jeu en ligne « Légende : la Guerre des Dragons » est gratuit et jouable directement par navigateur internet. Il ne requiert aucun téléchargement ni aucun abonnement même si un client du jeu est téléchargeable pour le rendre plus fluide. Ce type de jeux dits « free-to-play » (jouables gratuitement) se financent majoritairement par la présence de boutiques dans le jeu, qui proposent tout un assortiment de pièces d'armures ou d’élixirs en échange d'argent virtuel (pièces d'or). Le joueur gagne de petites quantités de pièces d'or, d'argent ou de bronze après avoir combattu des monstres et accompli des quêtes. Il peut également accéder à de la monnaie de jeu en achetant des diamants puis en les échangeant contre des pièces d'or.

## Le monde du jeu
Le jeu « Légende : la Guerre des Dragons » a pour décor le monde fantastique de Féo, dans lequel les humains et les magmars se livrent depuis des siècles une guerre sans merci pour la suprématie. Les races habitent respectivement les continents d'Ogrey et de Khaïr, sur lesquels se déroulent les principales intrigues du jeu. Au bord des deux continents s'ouvre le monde sous-marin de l'Océan Balluarien, qui abrite également les mystérieuses Îles Fay-Go. Les paysages du monde de « Légende : la Guerre des Dragons » sont très variés : on y traverse des marais, des steppes, des forêts, des plateaux, des villes et de petits villages. Les instances et les champs de bataille sont situés dans des grottes, des tanières et des châteaux. Le graphisme du jeu est très artistique, plutôt lugubre et rempli de petits détails.
Les chroniques du jeu retracent l'histoire du monde de Féo jusqu'à l'époque actuelle, l'Ère des Dragons, et décrivent le combat continu entre l'équilibre du bien et du mal d'une part et les forces incontrôlées du chaos d'autre part. L'équilibre essentiel entre le bien et le mal est surveillé par Chéara, la souveraine des dragons Striagorn et Erifarius, les gardiens des magmars et des humains. Mais cet équilibre est menacé par l'armée destructrice du chaos. Les humains et les magmars sont contraints de faire fi de leur animosité afin d'unir leurs forces devant l'ennemi commun et de sauver le monde de Féo.

## Le déroulement du jeu
Dans le jeu par navigateur « Légende : la Guerre des Dragons », le joueur accomplit des quêtes (tâches/missions) et se bat contre des monstres afin d'obtenir des récompenses sous forme de monnaie de jeu ou d'objets et de gagner des points d'expérience qui lui permettront de passer au niveau suivant. Au cours de son périple, de nombreuses autres possibilités s'offrent à lui. Il pourra exercer plusieurs métiers, augmenter sa réputation auprès de différents groupes influents, acheter des montures et des animaux de compagnie (familiers) ou encore apprendre l'art de la magie (plus d'informations au point 4 « Les éléments du jeu »).Ou encore combattre le peuple adverse (magmar ou humains) sur des champs de batailles ou dans des grandes batailles.

### Mécanique du jeu
Le joueur guide son personnage à travers le monde de Féo et le fait interagir avec son environnement via plusieurs affichages liés les uns aux autres. À partir de l'affichage statique du lieu où il se trouve, il peut passer en mode chasse où il dispose d'une vue en plongée et peut alors attaquer des monstres ou récolter des ressources. Le système de combat se présente sous forme d'un affichage en 2D dynamique et entièrement animé par la technologie Flash avec vue externe sur son personnage et son adversaire.
Le niveau des caractéristiques de chaque personnage influence l'issue d'un combat sans être toutefois décisif : une tactique adéquate peut faire pencher la balance de façon déterminante. Une telle tactique comprend notamment l'application de différentes combinaisons de coups particulièrement puissants (dits combos), ainsi que l'utilisation d'accessoires tels que des parchemins, amulettes ou élixirs, qui ont la propriété de rendre le personnage plus fort ou d'affaiblir l'ennemi. Le port d'armures et d'armes puissantes augmente également les caractéristiques du personnage telles que la force, l'endurance ou l'agilité.
Pendant le jeu, il est possible d'interagir de différentes manières avec les autres joueurs : en formant un groupe ou un clan, en faisant du commerce, en combattant dans des instances et sur des champs de bataille ou en participant à toutes sortes d'événements. Les joueurs communiquent entre eux via le canal de discussion au sein du jeu (chat) ou le forum du site internet. Le niveau de difficulté de certains monstres incite fortement à se regrouper avec d'autres joueurs pour combattre côte à côte.

### Styles de combat
Il existe trois style de combat dans le jeu « Légende : la Guerre des Dragons » : roublard, brise-crâne et cuirassier, qui se différencient par l'accent mis sur certaines aptitudes. Le style de combat d'un personnage est déterminé par l'armure qu'il porte. Alors que l'armure du roublard augmente les chances d'esquiver au combat, celle du brise-crâne permet de porter plus de coups critiques avec une arme à deux mains. Le cuirassier, lui, se distingue par une armure lourde qui le rend particulièrement endurant.

### Races
Le joueur choisit son camp dès son inscription : il a le choix entre les humains, des êtres très réfléchis, et les magmars, sauvages et combattants. Les caractéristiques de ces deux races diffèrent. Les peuples vivent sur des continents ennemis dont la structure est similaire mais non identique. Le choix de la race détermine le continent sur lequel le personnage évoluera. Il est néanmoins possible de se rendre sur l'autre continent et d'y attaquer un ennemi tout comme sur ses propres terres. Cette option rend les combats JcJ (joueur contre joueur) possibles à tout moment et en tout lieu.

### Système de rangs (vaillance)
Il existe 20 rangs militaires, de la simple recrue à celui "choisi par les Dieux". Tout nouveau joueur a automatiquement le rang de recrue. Le passage d'un rang à l'autre est déterminé par le niveau de points de vaillance, que l'on reçoit sur les champs de batailles lors de grands combats JcJ entre les armées des deux races. Les rangs sont indispensables afin d'accéder à des armes et armures encore plus puissantes qui peuvent avoir une influence décisive sur l'issue des combats. En effet la vaillance est bien plus importante que l'expérience (niveau de jeu) car elle donne accès à l'arsenal le plus puissant des boutiques.

## Les éléments du jeu

### Métiers
Dans le jeu par navigateur « Légende : la Guerre des Dragons », le joueur peut choisir d'exercer jusqu'à trois métiers sur les neuf métiers disponibles. Les métiers sont divisés en trois catégories : métiers de récolte, métiers de production et métiers optionnels. Le joueur peut apprendre un métier de chaque catégorie.
Les métiers de récolte consistent à récolter des ressources qui seront ensuite traitées par les métiers de production à l'aide de recettes. Il est conseillé d'exercer le métier de production correspondant au métier de récolte choisi afin de pouvoir traiter soi-même les ressources que l'on a récoltées. Quant aux métiers optionnels de serrurier, guérisseur ou bourreau, ils offrent au joueur des possibilités supplémentaires dans le jeu.
Le métier d'alchimiste permet de fabriquer des élixirs de combats grâce à notamment des plantes collectées par l'herboriste
Le métier de sorcier permet la création de parchemins servant à soigner des joueurs dans le combats, mais il en existe aussi pour intoxiquer. Les parchemins sont fabriqués grâce aux poissons récoltés par le pêcheur
Le métier de géologue permet le ramassage de pierres précieuses qui sont ensuite utilisées par le joaillier afin d'en faire de la poudre, ou de créer différentes runes à enchâsser dans l'équipement.
Le métier de serrurier permet d'ouvrir des coffres gagnés en tuant des monstres.
Le métier de guérisseur soigne les blessures des joueurs.
Le métier de bourreau permet d'infliger des blessures aux joueurs, les bourreaux sont souvent payés par des joueurs pour exécuter un ennemi.
| Métiers de récolte | Métiers de production | Métiers optionnels |
| ------------------ | --------------------- | ------------------ |
| Herboriste         | Alchimiste            | Serrurier          |
| Pêcheur            | Sorcier               | Guérisseur         |
| Géologue           | Joaillier             | Bourreau           |

### Vaillance
La vaillance est très importante dans le monde de Féo, c'est grâce à elle que le joueur a accès à l'arsenal, un magasin qui vend pièce d'armure, élixirs et objets extraordinaires. On gagne de la vaillance dans tout combat contre la race adverse notamment dans les champs de batailles mais aussi dans les grandes batailles etc.

### Champs de batailles
Les champs de batailles sont des événements PvP (player versus player) qui servent à augmenter sa vaillance, il en existe 5 principaux hors évènements particuliers en jeu.
- L'Arène  (30 minutes maximum et accessible à partir du niveau 3) : L'équipe doit obtenir 5 points, elle obtient un point pour chaque combat gagné contre l'adversaire. L'équipe peut gagner 2 points si elle réussit à pénétrer dans la base de l'adversaire, à y prendre la sphère énergétique sur l'Autel de la résurrection et à la mettre dans le coffre qui se trouve dans sa base.
- Les Grottes Cristallines (2 heures maximum et accessible à partir du niveau 3) : L'objectif est de collecter des cristaux le plus vite possible afin d'obtenir les points nécessaires. À l'entrée des grottes se trouvent des chariots dans lesquels sont déposés les cristaux. Le joueur reçoit un certain nombre de points pour chaque cristal qu'il y dépose :

Cristal rouge : L'équipe reçoit 3 points

Cristal bleu : L'équipe reçoit 2 points

Cristal vert : L'équipe reçoit 2 points
- Le Temple des Élus (60 minutes maximum et accessible à partir du niveau 3) : L'équipe doit créer 5 sphères énergétiques. Dans les salles collatérales du Temple se trouvent des cristaux de toutes les couleurs. Dans la salle principale, est placé un transformateur. Il permet d'obtenir une sphère énergétique à partir de trois cristaux de couleurs différentes.
- Les Salles de Tallaars (4 heures maximum et accessible à partir du niveau 7) : Chaque joueur arrive dans une salle à part, d'où il peut passer dans une salle voisine. Si dans la localisation se trouve plus d'une personne, toutes les sorties se referment. Le joueur tué au combat quitte le champ de bataille et se retrouve à l'extérieur. Le combat dure jusqu'au moment où il ne reste plus qu'un seul survivant ou jusqu'à ce que le délai du combat ne s'écoule.

Une fois arrivé dans les Salles, le joueur ne saura pas contre qui il lutte. Il est possible de consulter la liste des participants du champ de bataille à l'aide d'une statistique de la filière. Le tchat dans les Salles est complètement inaccessible.

### Réputations
Le joueur peut augmenter sa réputation auprès de groupes de PNJ (personnages non joueurs) en tuant certains monstres, transmettant certaines ressources ou participant à certaines batailles. Le jeu de rôle « Légende : la Guerre des Dragons » compte actuellement plus d'une quarantaine de réputations différentes auprès de chevaliers, de chasseurs, de dieux, de peuples...
Atteindre un certain degré de réputation auprès de ces groupes ouvre la porte à des récompenses spéciales telles que des amulettes, des parchemins ou des objets rares. Certains groupes sont concurrents, comme les différents groupes de mercenaires ou bien les Semeurs du Mal et la Confrérie de la Vertu. Lorsque le joueur augmente sa réputation auprès de l'un de ces groupes, sa réputation auprès du groupe concurrent diminue automatiquement.

### Montures
Le joueur a le choix entre plus de 80 montures diverses et variées : chèvre (Zinka), tigres, panthères (Shankar, Anlagrissa), rhinocéros (Endagar), corbeaux (Corvus), yak (Tuver), lézards (Lagmur, Jakaral), loups (Grumvol)  et différents animaux fantastiques tels que la licorne (Ellan), l'hydre (Cerrador) ou encore des dragons (Dzerug, Dharog, Gromdrag) . Les montures sont appelées à l'aide d'une amulette spéciale et leurs niveaux et aptitudes diffèrent. Les montures aident leur maître au combat, elles accélèrent sa vitesse de déplacement entre deux lieux et lui permettent d'emporter des objets supplémentaires dans son sac à dos. Il est possible d'acquérir une monture en accomplissant une quête ou en l'achetant dans une boutique du jeu. Plusieurs de ces montures peuvent être perfectionnées afin d'assimiler de nouvelles aptitudes, comme celle d'infliger des morsures venimeuses.

### Événements réguliers
Les événements réguliers sont des animations intégrées au jeu, comme l'apparition de monstres ou de ressources rares en un endroit précis, qui se reproduisent à des intervalles réguliers et prévisibles. Tous les joueurs ayant le niveau correspondant peuvent y participer sans avoir besoin de s'y inscrire. En participant aux événements réguliers, le joueur augmente son influence dans des régions données du Monde de Féo et accède ainsi à des récompenses. Disposer d'un certain degré d'influence dans une région est indispensable pour acquérir la plupart des familiers.

### Familiers
On appelle familiers les animaux de compagnie tels que hibou, chiot ou petite créature fantastique que le joueur emmène partout avec lui. Il en existe plus de 90 et aident leur maître au combat en utilisant les effets magiques dont ils sont dotés. Les familiers peuvent être entraînés dans le but d'améliorer leurs aptitudes. Leur niveau augmente en fonction de celui de leur maître et ils gagnent 10 % de son expérience. Plus leur niveau est élevé, plus ils sont efficaces au combat. On peut en acheter dans des événements spéciaux ou grâce à des réputations.

### Clans
Un clan (ou guilde) est un regroupement de joueurs axé sur le long terme. La motivation des membres du clan est non seulement l'entraide, par exemple en accomplissant des quêtes ensemble ou en organisant des combats, mais aussi et surtout la communication étroite entre les joueurs. Les membres d'un même clan ont un canal de discussion propre (chat du clan), une caisse de clan et un accès à différents talents afin d'augmenter la puissance de leur personnage. Le niveau d'un clan et son rang de vaillance peut augmenter tout comme celui des personnages. À partir du niveau 2, les clans peuvent participer à l'assaut du château afin d'en prendre possession et de profiter ainsi de certains privilèges.
Chaque chef de clan de niveau 5 peut avoir lui et quelques personnes du clan une bannière de clan ayant des pouvoirs de guérisons.

### Magie
Chaque joueur du jeu « Légende : la Guerre des Dragons » peut devenir un mage à partir du niveau 11. De nouvelles possibilités s'offrent alors au joueur qui dispose au combat d'avantages importants par rapport aux guerriers dépourvus de pouvoirs magiques. Il existe six écoles de magie : Air, Eau, Terre, Feu, Lumière, Ombres, dont trois sont accessibles à chaque race. Chaque école de magie est reliée à un des trois styles de combat. Le joueur peut apprendre des incantations grâce à des grimoires de son école puis les utiliser sur ses adversaires au combat.

## Événements spéciaux
De nombreux événements spéciaux sont également organisés dans le jeu de rôle « Légende : la Guerre des Dragons ». Ils reprennent des histoires du jeu en y ajoutant des épisodes ou célèbrent des fêtes comme Noël ou Halloween. Les événements spéciaux peuvent être ponctuels ou s'étendre sur plusieurs jours/semaines. Certains sont uniques et d'autres sont répétés à des intervalles plus ou moins réguliers. Tous sont annoncés dans les nouveautés et sur la page de garde du jeu.
Les événements spéciaux offrent aux joueurs pendant une courte période la possibilité d'acquérir des objets rares ou d'augmenter certaines de leurs caractéristiques, comme leurs points de vaillance. Pour cela, il leur faut participer à des tournois, résoudre des énigmes, ramasser des objets ou assister à des manifestations spéciales dans le jeu. Les événements spéciaux se présentent sous forme de quêtes supplémentaires, combats JcE (joueur contre environnement de jeu), batailles JcJ (joueur contre joueur) ou ventes spéciales au sein du jeu.

## Mises à jour
Depuis son lancement sur le serveur français le 16 décembre 2009, le jeu en ligne par navigateur « Légende : la Guerre des Dragons » fait l'objet de mises à jour plus ou moins régulières.
L'interface du jeu est alors perfectionnée et de nouvelles fonctionnalités  tout comme de nouveaux lieux, monstres, PNJ ou quêtes viennent élargir les possibilités au sein du jeu. Lors de la dernière grande mise à jour d'octobre 2010, par exemple, le monde sous-marin et les familiers ont fait leur apparition.
En mai 2013, eut lieu la plus grosse mise à jour du jeu sur le serveur français. Elle rajouta plus de 10 nouveaux mécanismes de jeux et améliora grandement les performances du client.
Le 25 mars 2014 les administrateurs firent paraitre une annonce indiquant que les serveurs italien et espagnol seraient transférés sur le serveur anglais,.
À la suite d'une pétition de la part de la communauté, le serveur français sera rattaché à ce changement le 26 mars 2014.
En 2020 le serveur Polonais est fusionné avec le serveur Anglais.
Enfin, en 2023 c'est au tour du serveur Allemand d'être fusionné avec le serveur Anglais. Ainsi, ce sont tous les serveurs européens du jeu de rôle « Légende : la Guerre des Dragons » qui ont finalement été fusionnés afin de permettre aux joueurs une meilleure expérience de jeu avec un serveur plus peuplé et actif.